# スズキヤ
株式会社スズキヤは、神奈川県にスーパーマーケットチェーン（スズキヤ・エスパティオ）を、関東地方に雑貨専門店（置地廣場）を店舗展開する神奈川県逗子市に本社を置く企業である。CGCグループ加盟。

## 沿革
- 1902年4月 - 神奈川県逗子市で酒類、食料品、雑貨、燃料の小売販売業を創業。
- 1950年6月 - 有限会社鈴木屋設立。
- 1957年7月 - スーパーマーケットに業態変更。
- 1970年6月 - 株式会社スズキヤを設立。有限会社鈴木屋よりスーパーマーケット部門を分離。
- 1991年4月 -「置地廣場」横須賀ショッパーズ店出店。
- 1992年
  - 3月 - ランドマークデイリー新横浜プリンスペペ店（現・デイリープラス新横浜店）出店。
  - 10月 - 株式会社ランドマークを吸収合併。
- 1993年8月 - 株式会社ラッキーストアを吸収合併。株式会社グリーンマート蒔田から営業譲受。
- 1996年10月 - 曽我の屋食品株式会社と対等の精神で合併し、株式会社スズキヤから株式会社エスパティオに商号変更。
- 2002年4月 - 株式会社エスパティオから株式会社スズキヤに商号変更。

## 店舗
2024年10月現在
- スーパーマーケット
  - スズキヤ
    - 鵠沼店
    - 東逗子店
    - 逗子駅前店
    - 磯子店
    - 西鎌倉店
    - 横須賀店
    - 葉山店
    - 新杉田店

  - スズキヤMINISHOP
    - ショッピングプラザHAYAMA STATION店

  - エスパティオ
    - 小和田店
    - 下川入店
- 雑貨店
  - 置地廣場
    - 田園調布店
    - アトレ大森店
    - 越谷レイクタウン店
- 自社工場
  - 葉山プロセスセンター

## かつて存在した店舗
- スズキヤ
  - 八景島店
  - 保土ヶ谷店
  - 逗子銀座通り店（2012年10月23日にキングストア逗子店跡に開店。2015年8月20日閉店）
- エスパティオ
  - 金目店
  - 真土店
  - 徳延店
  - 下倉田店（2014年8月31日閉店）
  - 横内店（2016年1月15日閉店）
  - 中原店（2023年9月25日閉店）
- 置地廣場
  - 豊洲店（2020年1月13日閉店)
  - ジョイナス店（2020年7月27日閉店）
  - 船橋店（2021年1月11日閉店）
  - アトレ恵比寿店（2022年1月16日閉店）
  - さいたま新都心店（2022年3月21日閉店）
  - 上大岡ウィング店（2023年7月23日閉店）
  - テラスモール湘南店（2024年1月14日閉店）
  - イオン秦野店（2024年1月21日閉店）
  - コースカベイサイドストアーズ店（2024年2月4日閉店）

## キャベツウニの販売
各店で販売時にむしり取るキャベツの葉を小坪漁業協同組合に提供し、そのキャベツの葉でキャベツウニを養殖してもらい、自店で販売する取り組みを行っている。養殖されるウニは、磯焼けでやせたものを使い、キャベツを与えることで身入りをよくしている。

## テレビ番組
- 日経スペシャル カンブリア宮殿 独自商品でヒット連発! 湘南生まれの地元密着スーパー（2021年3月18日、テレビ東京）- 社長の中村洋子が出演[2]。